# رایتبرووک
رایتبرووک (به آلمانی: Hamburg-Reitbrook) یک منطقهٔ مسکونی در آلمان است که در برگدورف واقع شده‌است. رایتبرووک ۵۱۰ نفر جمعیت دارد.